# Synasellus nobrei
Synasellus nobrei är en kräftdjursart som beskrevs av Pedro Ivo Soares Braga 1967. Synasellus nobrei ingår i släktet Synasellus och familjen sötvattensgråsuggor. Inga underarter finns listade i Catalogue of Life.